# Гуенан
Гуенан (фр. Gouhenans) насеље је и општина у источној Француској у региону Франш-Конте, у департману Горња Саона која припада префектури Лир.
По подацима из 2011. године у општини је живело 433 становника, а густина насељености је износила 51,24 становника/km². Општина се простире на површини од 8,45 km². Налази се на средњој надморској висини од 299 метара (максималној 381 m, а минималној 277 m).

## Демографија
| 1962. | 1968. | 1975. | 1982. | 1990. | 1999. | 2011. |
| ----- | ----- | ----- | ----- | ----- | ----- | ----- |
| 319   | 391   | 391   | 420   | 362   | 373   | 433   |

График промене броја становника у току последњих година